# Pokémon: Let's Go, Pikachu! e Let's Go, Eevee!
Pokémon Let's Go, Pikachu! e Let's Go, Eevee! (ポケットモンスター Let's GO！ ピカチュウ・Let's GO！ イーブイ, Poketto Monsutā Let's GO! Pikachū・Let's GO! Ībui, Monstros de Bolso Vamos Lá! Pikachu e Vamos Lá! Eevee) são um par de jogos eletrônicos de RPG de 2018, recriações de Pokémon Yellow do Game Boy Color de 1998. Eles eram desenvolvidos pela Game Freak e distribuídos pela Nintendo e pela The Pokémon Company para Nintendo Switch. Anunciado em maio de 2018, Let's Go, Pikachu! e Let's Go, Eevee! foram lançados mundialmente para o Nintendo Switch em 16 de novembro de 2018. Os jogos são o terceiro par de jogos da sétima geração da série de jogos eletrônicos de Pokémon e os primeiros de tal a ser lançado para um console de jogo doméstico. Eles apresentam conectividade com o jogo móvel Pokémon GO e oferecem suporte a um controlador opcional, o Poké Ball Plus.
Pokémon: Let's Go, Pikachu! e Let's Go, Eevee! foram anunciados pela primeira vez em uma conferência de imprensa japonesa em maio de 2018, com a intenção de os jogos trazerem novatos para a série, bem como atender aos fãs antigos. Eles também foram concebidos para atrair um público mais jovem; por isso, os jogos incorporam elementos do anime, à semelhança do Pokémon Yellow. Eles receberam críticas geralmente favoráveis dos críticos, com elogios direcionados à acessibilidade e charme, enquanto as críticas foram direcionadas aos controles de movimento. Os jogos combinaram vendas mundiais de mais de 13 milhões em dezembro de 2020, tornando-os um dos jogos mais vendidos para o sistema.

## Jogabilidade
Pokémon: Let's Go, Pikachu! e Let's Go, Eevee! são passados no região de Kanto e incluem a 151 Pokémon originais além de suas respectivas formas Mega Evoluções de Pokémon X, Y, Omega Ruby e Alpha Sapphire e suas formas Alolan de Pokémon Sun e Moon.
Let's Go, Pikachu! e Let's Go, Eevee! apresentam elementos comuns da série principal, como lutar contra personagens não-jogáveis Pokémon Treinadores e Líderes de Ginásio com criaturas Pokémon capturadas. No entanto, ao enfrentar Pokémon selvagens, em vez de lutar contra eles com o sistema de batalha tradicional como nos jogos anteriores, a captura de Pokémon usa um sistema que lembra o jogo spin-off móvel Pokémon GO. Usando os controles de movimento do controlador Joy-Con ou do periférico Poké Ball Plus, os jogadores podem atirar bagas para pacificar um Pokémon ou Pokébolas para tentar capturá-lo. A ação também pode ser realizada pressionando um botão quando os controladores Joy-Con estão acoplados ao console ou no modo portátil, mas isso ainda requer o uso de controles de movimento para mirar. Se um jogador usa controles de movimento, a captura de Pokémon é baseada no tempo do jogador e não na precisão. Embora seja possível errar um arremesso, é quase certo que a bola fará contato com o Pokémon. Uma diferença notável em Let's Go, Pikachu! e Let's Go, Eevee! é que os Pokémon selvagens são visíveis do mundo superior, em vez de encontros aleatórios na grama ou em cavernas como nos jogos de RPG da série principal anterior. Para iniciar um encontro com um Pokémon selvagem, o jogador deve simplesmente se aproximar do Pokémon no ambiente.
O esquema de controle dos jogos é projetado para exigir apenas um Joy-Con por jogador, e os jogos suportam multijogador cooperativo. Se outro jogador sacudir um segundo Joy-Con, ele pode se juntar ao jogador atual e participar de batalhas com Pokémon Treinadores e encontros de Pokémon selvagens, permitindo que eles ajudem na captura de Pokémon selvagens. Ao jogar multijogador, as batalhas do Treinador se transformam em batalhas de dois Pokémon contra um, e em encontros selvagens, há a possibilidade de cada jogador lançar uma Pokébola ao mesmo tempo, dobrando as chances de capturar o Pokémon.
Dependendo da versão, os jogadores começam com um Pikachu ou um Eevee, que fica no ombro do personagem do jogador no mundo superior. Essa mecânica é semelhante à mecânica de "Pokémon ambulante" introduzida pela primeira vez no Pokémon Yellow, em que Pikachu seguia atrás do personagem do jogador durante o jogo. O Pokémon parceiro do jogador balança o rabo quando ele está perto de um item escondido e pode ser vestido para personalização posterior. Da mesma forma que Pokémon HeartGold e SoulSilver, os jogadores também podem escolher um Pokémon para segui-los, e alguns Pokémon maiores também podem ser montados, uma mecânica vista pela primeira vez em Pokémon X e Y e posteriormente expandida em Sun e Moon.
Desde Pokémon X e Y, os pontos de experiência são recompensados ao Pokémon não apenas ao derrotar o Pokémon oponente, mas também ao capturar o Pokémon selvagem. No entanto, em Let's Go, Pikachu! e Let's Go, Eevee! os pontos de experiência recompensados pela captura de Pokémon selvagens são afetados por vários bônus multiplicadores, dependendo do momento do lançamento e da técnica usada para lançar a Pokébola, como um lançamento com o braço aberto ou embaixo do braço. Os jogos também apresentam novos itens chamados "doces", que são usados para aumentar as estatísticas de um Pokémon, como pontos de vida (HP), Ataque, Defesa, Ataque Especial, Defesa Especial e Velocidade. Diferentes tipos de doces são concedidos aos jogadores que transferem seus Pokémon para o Professor Carvalho por meio de uma caixa de armazenamento no jogo. "Combat Power" (CP) também retorna do Pokémon GO.
A mecânica de evolução dos jogos anteriores retorna em Let's Go, Pikachu! e Let's Go, Eevee!. No entanto, como acontece com o Pokémon Yellow, o Pikachu ou Eevee inicial do jogador não pode evoluir; apenas outros Pokémon que o jogador capturou, incluindo alguns da mesma espécie do Pokémon parceiro. Alguns recursos, como criação de Pokémon e HMs, estão ausentes dos jogos.

### Conectividade
Os jogadores podem trocar Pokémon e lutar com outros jogadores tanto localmente quanto online, com os recursos online sendo simplificados em comparação com os jogos anteriores. Alguns recursos–incluindo Global Trade System, Wonder Trade e Battle Spot–estão ausentes do Let's Go, Pikachu! e Let's Go, Eevee!. Para se conectar com outras pessoas para negociar ou batalhar online, os jogadores devem usar um código composto de três glifos Pokémon, selecionados de um total de oito. Quando dois jogadores inserem o mesmo código, eles são conectados para trocar Pokémon ou batalhar entre si. É necessária uma assinatura do serviço Nintendo Switch Online para usar a funcionalidade online.
Embora Let's Go, Pikachu! e Let's Go, Eevee! integração de recursos com Pokémon GO, isso é opcional. Os jogadores podem transferir o Pokémon original da primeira geração e suas respectivas Formas de Alola do Pokémon Vá para Let's Go, Pikachu! ou Let's, Eevee!. Eles então aparecem no Go Park–um local dentro do jogo onde o jogador pode explorar e interagir ou pegar Pokémon que estão andando por aí. Pokémon com CP ou níveis mais altos são mais difíceis de capturar, pois a tentativa de captura tem maior chance de falhar. Os usuários também podem trocar "presentes" não especificados entre Pokémon GO e Let's Go, Pikachu! ou Let's Go, Eevee!.

### Poké Ball Plus

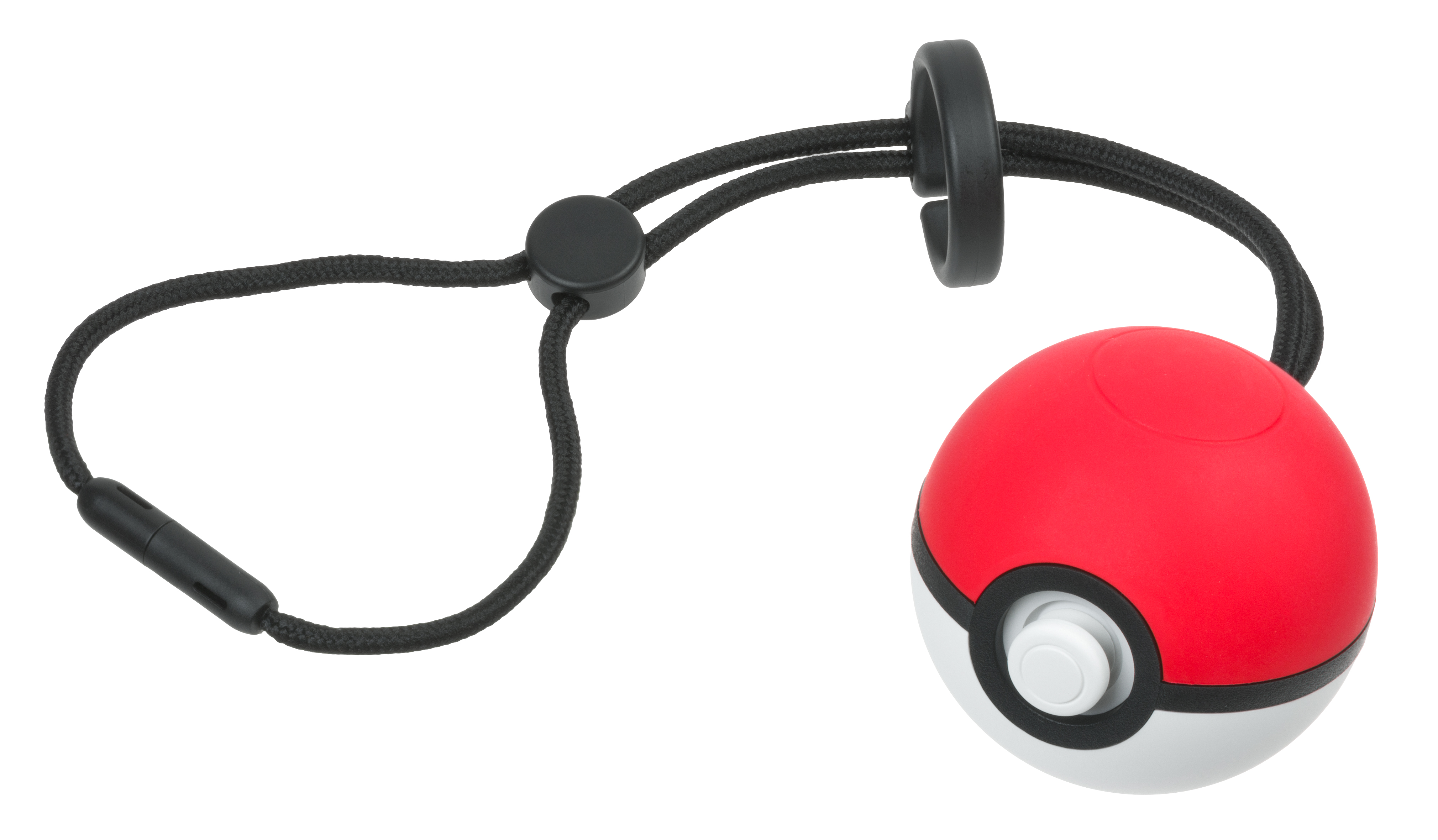
O controle Poké Ball Plus.

Os jogos suportam Poké Ball Plus, um controlador opcional em forma de Poké Ball que possui uma alavanca analógica, suporte para controle de movimento, feedback HD Rumble e efeitos de iluminação. A alavanca analógica funciona como um botão de captura caso o jogador não queira usar os controles de movimento. Durante a apresentação do Nintendo Direct na E3 2018 da Nintendo em 12 de junho de 2018, foi revelado que a Poké Ball Plus viria com um Mew que pode ser transferido para os jogos. Ele funciona de forma semelhante ao Pokewalker porque pode ser usado para levar o Pokémon para um passeio no mundo real.

## Enredo
O cenário e a história permanecem basicamente os mesmos de Pokémon Yellow.
Os oito Líderes de Ginásio e os membros da Elite dos Quatro retornam, bem como a facção antagonista Equipe Rocket, incluindo Jessie, James e Meowth da série de anime.

## Desenvolvimento
Pokémon Let's Go, Pikachu! e Let's Go, Eevee! foram revelados durante uma conferência de imprensa no Japão em 30 de maio de 2018. Eles são voltados principalmente para o público mais jovem e para aqueles que são novos na franquia Pokémon. No momento do anúncio, o diretor de jogos Junichi Masuda mencionou que os jogos estavam em desenvolvimento há cerca de dois anos. Masuda afirmou que os jogos poderiam ser considerados "recriações" de Pokémon Yellow, explicando que Yellow "ressoou" melhor com os jogadores mais jovens porque incorporou elementos da série de anime de Pokémon. De acordo com Masuda, ele decidiu fazer de Eevee o mascote do outro jogo devido à sua popularidade e abundância de fanart. Ele havia considerado Psyduck anteriormente, mas finalmente mudou de ideia, afirmando que era devido ao Psyduck ser da mesma cor que Pikachu.
Apesar de serem os primeiros jogos de RPGs da franquia de Pokémon para a plataforma, Pokémon Let's Go, Pikachu! e Let's Go, Eevee! são um projeto separado dos jogos da "série principal" de Pokémon para o Nintendo Switch que foi anunciado durante a apresentação da Nintendo na E3 de 2017; foi anunciado simultaneamente que este jogo específico seria lançado no final de 2019.

## Lançamento
Os jogos foram lançados internacionalmente em 16 de novembro de 2018. Pacotes de jogos com o controle Poké Ball Plus foram anunciados, assim como pacotes de console Nintendo Switch, incluindo o jogo, Joy-Con de cor marrom e amarelo e um dock com arte de Eevee e Pikachu. Em 21 de setembro de 2018, a Amazon começou a oferecer pré-encomendas do pacote Let's Go, Pikachu! e Let's Go, Eevee! Switch.

## Recepção
Pokémon: Let's Go, Pikachu! e Let's Go, Eevee! recebeu "análises geralmente favoráveis" dos críticos, de acordo com o agregador de análises Metacritic. Os críticos aplaudiram a jogabilidade, nostalgia, acessibilidade a novos jogadores e charme dos jogos, enquanto criticavam seus controles de movimento.
Miranda Sanchez do IGN elogiou a mecânica de jogo que se inspirou na jogabilidade de Pokémon GO. Ela mencionou que poderia "priorizar a captura Pokémon que eu realmente queria" e evitar os indesejados, graças à nova visão do mundo Pokémon nos jogos.
A implementação dos controles de movimento foi criticada por algumas fontes por reduzir a acessibilidade a alguns jogadores com deficiência motora fina ou física.

### Vendas
No Japão, Let's Go, Pikachu! e Let's Go, Eevee! liderou a tabela de vendas de software e vendeu 661.240 unidades físicas de varejo em seu fim de semana de abertura, e foram responsáveis por quase quadruplicar as vendas de hardware Nintendo Switch na semana. Eles permaneceram no topo das paradas japonesas em sua terceira semana, elevando suas vendas físicas no varejo para 1.012.247 unidades no Japão em 9 de dezembro de 2018. Em 16 de dezembro de 2018, os jogos haviam vendido 1.121.020 unidades físicas de varejo no Japão. Em 6 de janeiro de 2019, os jogos venderam 1.399.595 unidades físicas de varejo no Japão.
The NPD relatou as vendas de lançamento do Let's Go, Pikachu! e Let's Go, Eevee! na América do Norte como sendo positivo e o descreveu como "o lançamento mais importante" do ano. No site de streaming Twitch, os jogos foram os títulos mais vistos no dia do lançamento, com 125.457 espectadores, acima de Fortnite'. Dez dias após o lançamento, os jogos venderam mais de 1,5 milhão de unidades nos Estados Unidos, em 26 de novembro de 2018. Em 18 de dezembro de 2018, os jogos haviam vendido 2 milhões de unidades nos Estados Unidos. Eles tiveram o segundo mês de lançamento mais alto em vendas em dólares para a franquia nos Estados Unidos, atrás apenas do Pokémon Stadium.
No Reino Unido, Let's Go, Pikachu! e Let's Go, Eevee! lançado com 116.000 vendas físicas no varejo em seu fim de semana de abertura, tornando-se os jogos mais vendidos da semana, apesar da concorrência de novos lançamentos como Spyro Reignited Trilogy, Fallout 76 e Hitman 2. Eles também tiveram um impacto positivo nas vendas de hardware Switch, que por sua vez impulsionou as vendas de outros jogos Switch, incluindo vários jogos Mario, The Legend of Zelda: Breath of the Wild e Just Dance 2019. Individualmente, Let's Go, Pikachu! estreou em terceiro lugar nas paradas de vendas de todos os formatos do Reino Unido, e Let's Go, Eevee! colocado em sexto lugar no mesmo gráfico. As vendas no Reino Unido caíram 60% nas vendas de Pokémon Sun e Moon, os jogos anteriores da franquia, devido ao Switch ter uma base instalada menor do que o Nintendo 3DS e problemas de estoque. Os jogos venderam mais de 338.270 unidades físicas no varejo em 2018, tornando-os os décimos primeiros jogos mais vendidos no Reino Unido.
Em 22 de novembro de 2018, The Pokémon Company anunciou que os jogos haviam vendido mais de 3 milhões de unidades em todo o mundo em sua primeira semana de venda, tornando-os os títulos Nintendo Switch de venda mais rápida. No final de dezembro de 2020, as vendas mundiais totais atingiram 13,00 milhões de cópias.

### Prêmios
| Ano  | Prêmio                                                | Categoria                                                     | Resultado | Ref    |
| ---- | ----------------------------------------------------- | ------------------------------------------------------------- | --------- | ------ |
| 2018 | Game Critics Awards                                   | Melhor RPG                                                    | Indicado  | [ 8 ]  |
| 2018 | Game Critics Awards                                   | Melhor Jogo Familiar/Social                                   | Indicado  | [ 8 ]  |
| 2018 | Australian Games Awards                               | Título do Ano Familiar/Infantil                               | Indicado  | [ 61 ] |
| 2018 | Australian Games Awards                               | RPG do Ano                                                    | Indicado  | [ 61 ] |
| 2019 | New York Game Awards                                  | Prêmio de Melhor Jogo Infantil de Central Park Children's Zoo | Indicado  | [ 62 ] |
| 2019 | National Academy of Video Game Trade Reviewers Awards | Jogo, Clássico Renascimento                                   | Indicado  | [ 63 ] |
| 2019 | 15º British Academy Games Awards                      | Familiar                                                      | Indicado  | [ 64 ] |
| 2019 | Famitsu Awards                                        | Prêmio Excelência                                             | Venceu    | [ 65 ] |
| 2019 | Italian Video Game Awards                             | Escolha do Povo                                               | Indicado  | [ 66 ] |
| 2019 | Golden Joystick Awards                                | Jogo do Ano da Nintendo                                       | Indicado  | [ 67 ] |